# TD Coliseum
TD Coliseum (antiguamente FirstOntario Centre) es una pabellón multiusos de deporte y entretenimiento, ubicado en Hamilton, Ontario, Canadá. Dependiendo del evento la arena se expande en espectadores de 17.000 a 19.000 personas.

## Historia
El primer Royal Rumble de la historia de la WWE, fue celebrado en el entonces Copps Coliseum, el 24 de enero de 1988.
El 3 de enero de 2014, Nitro Circus se presentó en el estadio por primera vez y sólo en ese estadio en toda Canadá. Debido a la naturaleza del alto riesgo de sus espectáculos basados en trucos.
El 27 de enero de 2014, el Consejo Municipal de Hamilton votó por unanimidad para aprobar un acuerdo de US$ 3,5 millones para cambiar el nombre de Copps Coliseum, después de la unión de crédito de First Ontario. La ciudad dio a conocer la nueva imagen del FirstOntario Center, después en esa primavera.

## Imágenes

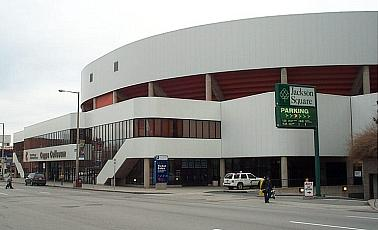
Copps Coliseum, Bay St., con vista del norte
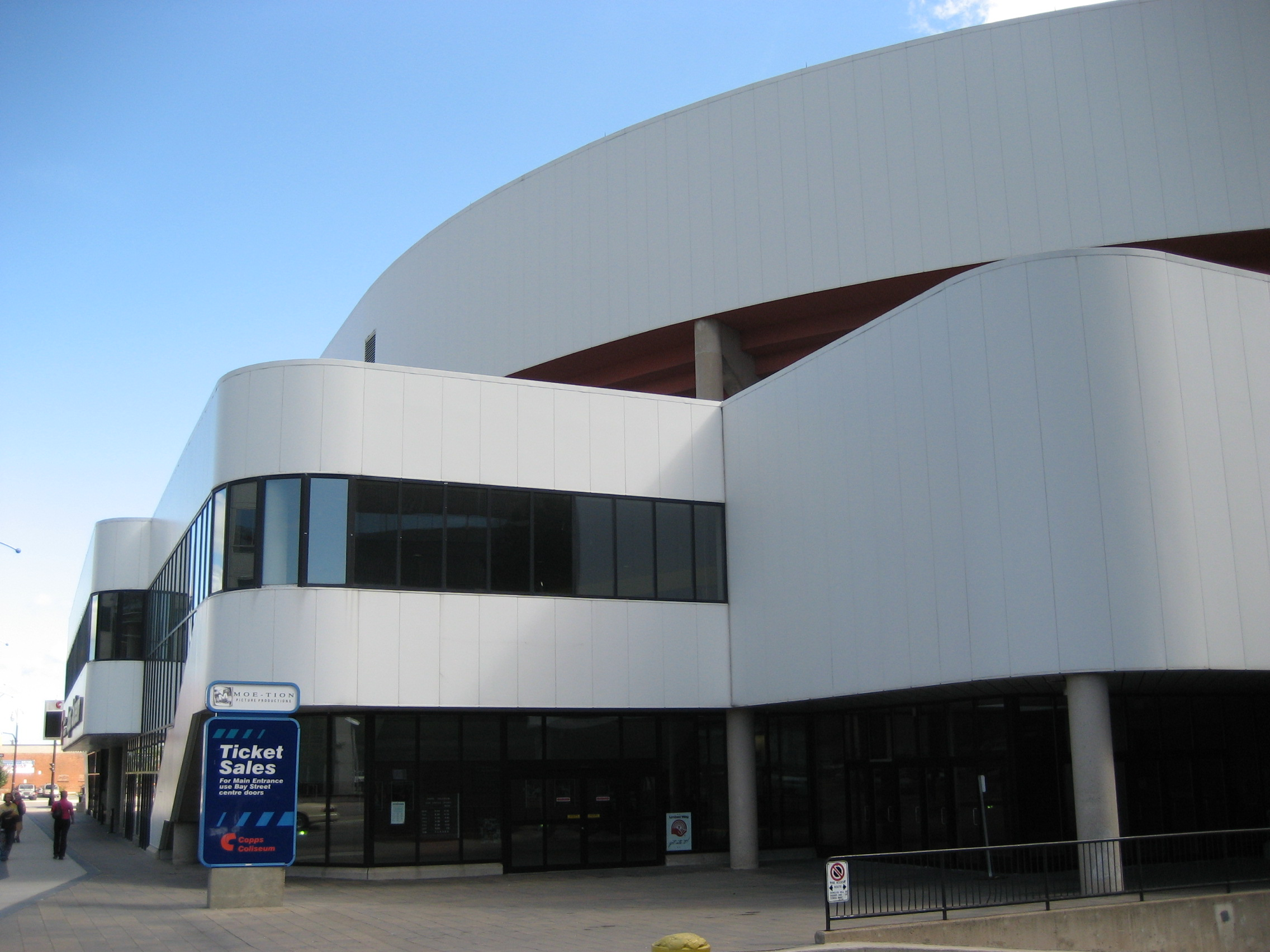
Copps Coliseum
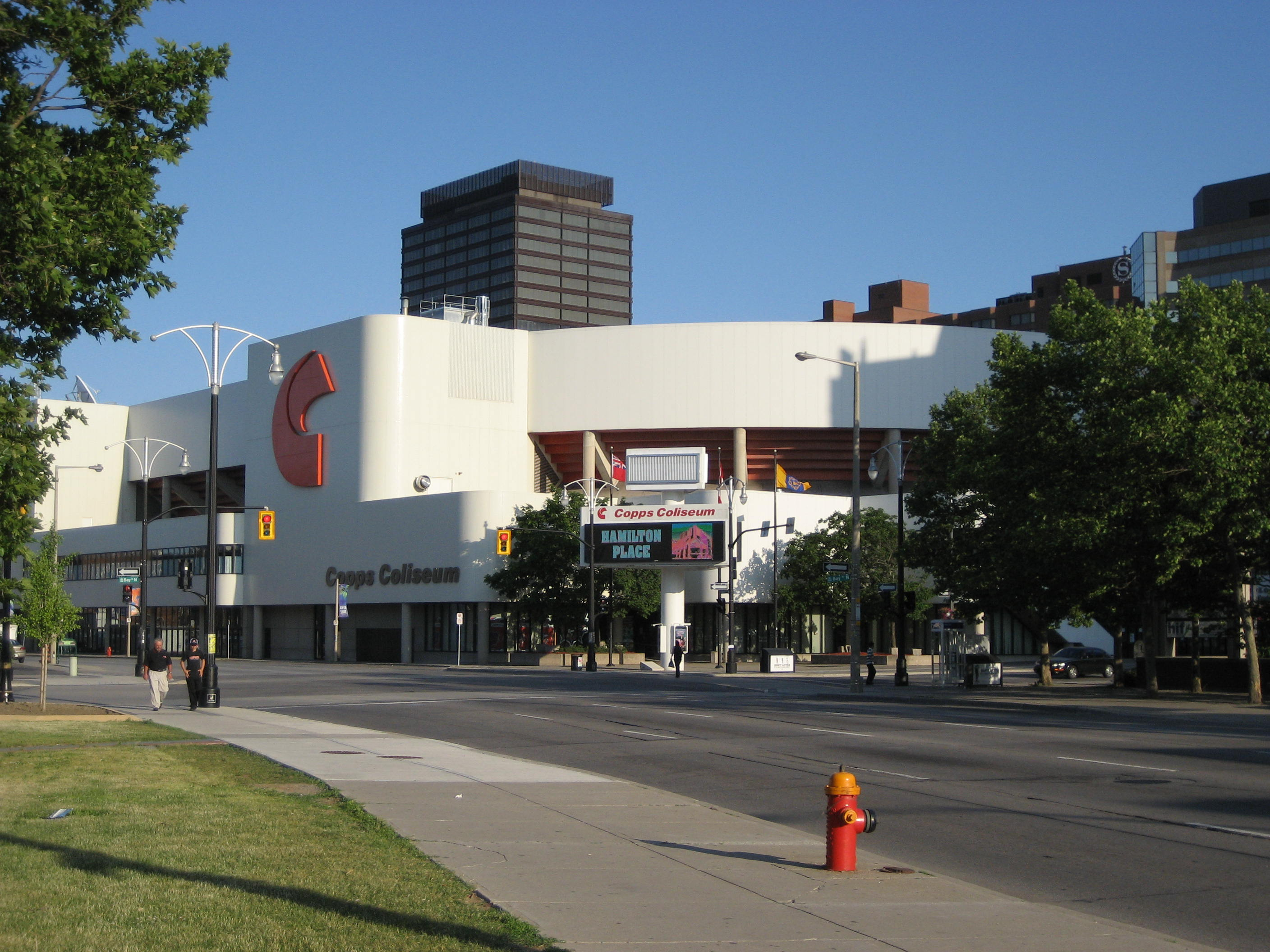
Copps Coliseum con vista del este en York Boulevard